# Thyristortetrode

Schaltzeichen

Die Thyristortetrode ist ein elektronisches Bauelement mit Halbleiterschichtstruktur, das als eine Variante des Thyristors, aber mit zwei Steueranschlüssen gesehen werden kann.
Die Thyristortetrode hat neben der Anode (A) und der Kathode (K) zur Steuerung also zwei Gate-Anschlüsse, die mit GA und GK bezeichnet werden. 

## Funktionsweise

Ersatzschaltplan für eine Thyristortetrode

Ein Modell zur Erklärung der Funktionsweise des Thyristors ist es, ihn in zwei Transistoren zu zerlegen.
Beim Anlegen einer Spannung an die zu schaltende Strecke AK sind beide Transistoren gesperrt. Wird nun an GK gegenüber GA die Spannung in positiver Richtung erhöht, so dass T2 leitend geschaltet wird, beginnt ein Strom I1 zu fließen. Durch diesen Strom wird die Kollektor-Emitterstrecke an T1 leitend, was durch den Strom I2 T2 in leitendem Zustand hält. Das bedeutet wiederum, dass der Basisstrom durch T1 aufrechterhalten wird.
Somit wird der Thyristor ab einem bestimmten Gatestrom schlagartig leitend. Er kann  durch eine kurze Unterbrechung des Laststromes wieder gelöscht, d. h., in den Ausgangszustand versetzt werden. Für die Abschaltung am Gate ist ein Abschaltstrom nötig, der etwa 20 % bis 30 % des Laststromes beträgt.